# Бэн, Александр
Александр Бэн (англ. Alexander Bain; 11 июня 1818, Абердин, Шотландия — 18 сентября 1903, там же) — шотландский философ, психолог и педагог.

## Биография
Работал ткачом, в 18 лет поступил в колледж, где изучал математику, физику и натурфилософию. После окончания писал статьи по технической тематике для Westminster Review. В этот период познакомился с Джоном Стюартом Миллем, идеи которого оказали на него значительное влияние.
Один из главных представителей ассоциативной психологии. Основатель журнала «Mind» (1876). В своих исследованиях в области психологии и логики он опирается на точное изучение естественных наук; Бэн пытался выяснить характер неразрывной связи между психическими явлениями и физиологическими процессами; по мнению Бэна связь эта есть лишь сопутствие одних явлений другими.

## Основные труды

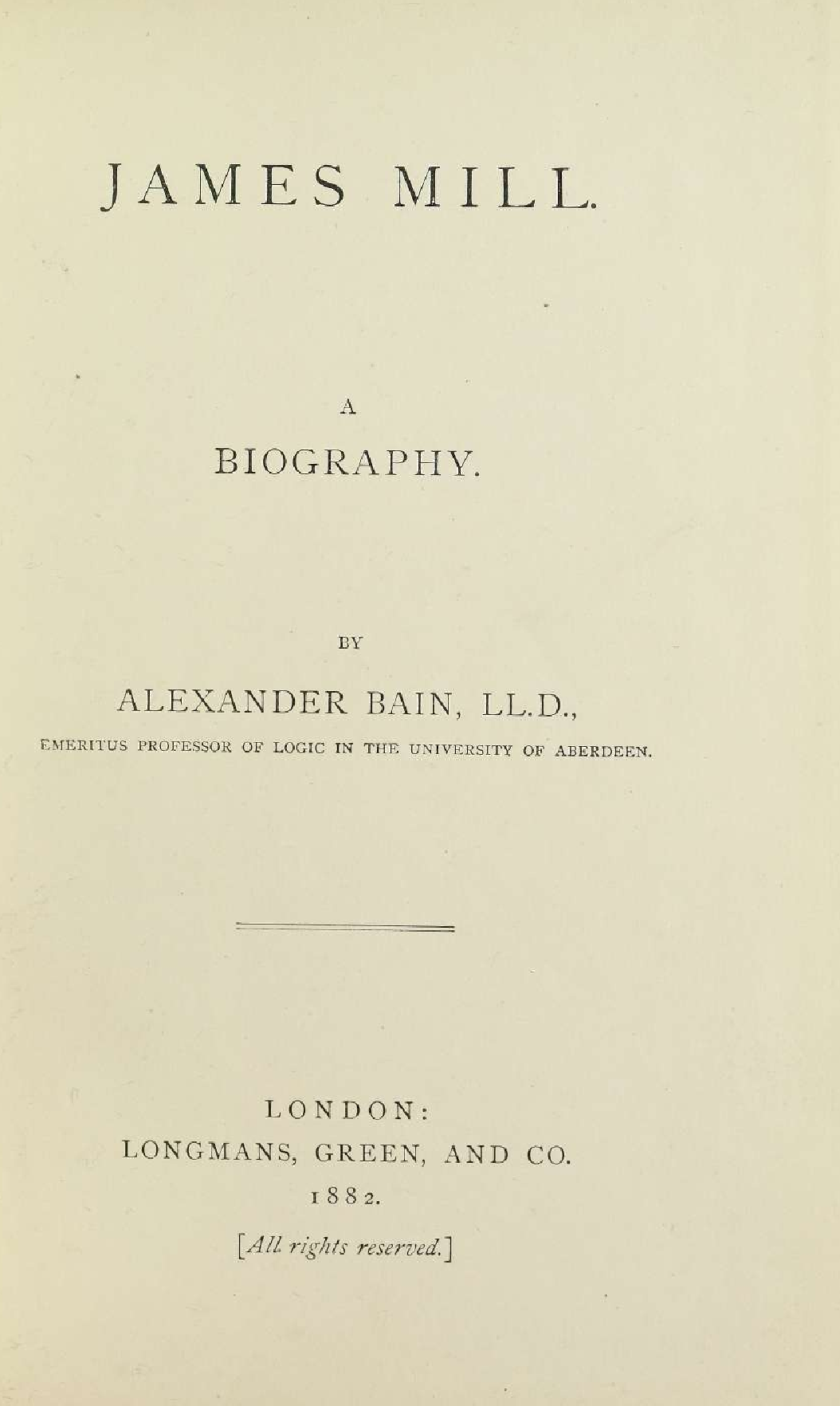
James Mill, 1882

- The Senses and the Intellect (1855)
- The Emotions and the Will (1859)
- Higher English Grammar (1863)
- An English Grammar (1863)
- Manual of Mental and Moral Science (1868)
- The Senses and the Intellect (1861; 1894)
- Logic (1870)
- Mind and Body («International Scientific Series», 1872)
- Education as a Science («International Scientific Series», 1879)
- Rhetoric (1887, 1888)
- On Teaching English (1888)

## Публикации на русском языке
- Психо-физиологические этюды — СПб, 1869;
- Воспитание как предмет науки — СПб, 1879;
- Душа и тело — Киев, 1880;
- Наука воспитания — СПб., 1881;
- Стилистика и теория устной и письменной речи — М., 1886;
- Психология — М., 1902—1906.